# Мишинець
Миши́нець (пол. Myszyniec) — місто в центральній Польщі.
Належить до Остроленцького повіту Мазовецького воєводства.

## Демографія
Демографічна структура станом на 31 березня 2011 року:
|          | Загалом | Допрацездатний вік | Працездатний вік | Постпрацездатний вік |
| -------- | ------- | ------------------ | ---------------- | -------------------- |
| Чоловіки | 1533    | 350                | 1090             | 93                   |
| Жінки    | 1594    | 323                | 1000             | 271                  |
| Разом    | 3127    | 673                | 2090             | 364                  |